# Liste von Sakralbauten im Märkischen Kreis

Märkischer Kreis

Die Liste von Sakralbauten im Märkischen Kreis ist untergliedert in:
- Liste von Sakralbauten in Altena
- Liste von Sakralbauten in Balve
- Liste von Sakralbauten in Halver
- Liste von Sakralbauten in Hemer
- Liste von Sakralbauten in Herscheid
- Liste von Sakralbauten in Iserlohn
- Liste von Sakralbauten in Kierspe
- Liste von Sakralbauten in Lüdenscheid
- Liste von Sakralbauten in Meinerzhagen
- Liste von Sakralbauten in Menden (Sauerland)
- Liste von Sakralbauten in Nachrodt-Wiblingwerde
- Liste von Sakralbauten in Neuenrade
- Liste von Sakralbauten in Plettenberg
- Liste von Sakralbauten in Schalksmühle
- Liste von Sakralbauten in Werdohl